# Untereggen
Untereggen est une commune suisse du canton de Saint-Gall, située dans la circonscription électorale de Rorschach.

Photo aérienne (1969)